# Кавадзири, Тацуя
Тацуя Кавадзири (яп. 川尻 達也 Кавадзири Тацуя, ромадзи Kawajiri Tatsuya; род. 8 мая 1978 г. в городе Инасики, Ибараки) — японский профессиональный боец смешанного стиля и кикбоксер. Известен выступлениями в Shooto, где завоевал титул чемпиона в полусреднем весе, а также в Pride Fighting Championships, Dream и Strikeforce.

## Спортивная карьера

### Титулы и достижения
- Shooto
  - Восьмой чемпион Shooto в среднем весе (2004—2007; 1 защита)
- Pride Fighting Championships
  - «Бой 2005 года» (бой с Таканори Гоми в четвертьфинале Гран-при в лёгком весе)
- Dream
  - полуфиналист Гран-при в лёгком весе (2008)
  - претендент на титул чемпиона в лёгком весе (2010)
- Strikeforce
  - претендент на титул чемпиона в лёгком весе (2011)